# Florida East Coast Railway
 (janvier 2022).

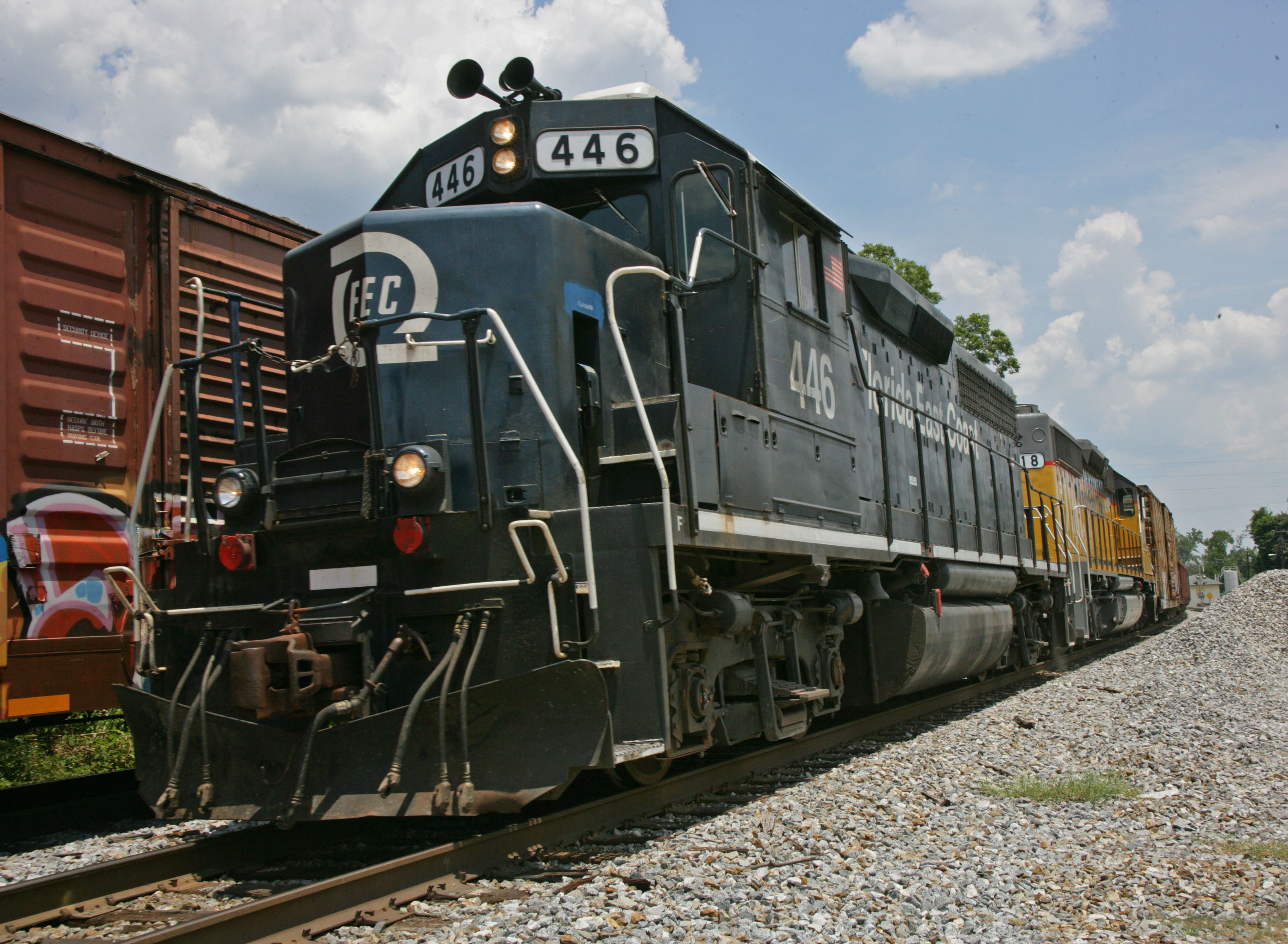
Motrice de la FEC (2009)

Le Florida East Coast Railway (sigle AAR : FEC) est un chemin de fer de classe II opérant dans l'État de Floride, après avoir été un chemin de fer américain de classe I.

## Description
Il fut initialement créé sous le nom de Jacksonville, St. Augustine and Halifax River Railway, avant de devenir le Jacksonville, St. Augustine and Indian River Railway, puis durant quelques mois seulement le Florida Coast and Gulf Railway, et enfin le Florida East Coast en septembre 1895. Le FEC est réputé pour avoir construit les premiers ponts ferroviaires jusqu'à Key West. Plus tard, la construction de nouveaux ouvrages permit de faire passer la fameuse autoroute Overseas Highway. Le FEC est actuellement possédé par RailAmerica.

## Historique

### Henry Flagler: le développement de la côte est de la Floride
La compagnie qui allait devenir le Florida East Coast Railway (FEC) fut développée par Henry Morrison Flagler, homme d'affaires puissant, promoteur immobilier, bâtisseur de chemin de fer, et associé de John Davison Rockefeller dans la Standard Oil. À l'origine cette compagnie fut créée à Cleveland, Ohio en 1867 sous le nom de Rockefeller, Andrews and Flagler. Elle prit ensuite le nom de Standard Oil en 1870. Puis son quartier général fut transféré à New York en 1877. Pour des raisons de monopole la Standard Oil fut scindée en 1911. Dans sa passion ferroviaire, Flagler fut rejoint par Henry Huttleston Rogers, un autre leader de la Standard Oil, qui s'impliqua dans le développement des chemins de fer aux États-Unis, comme le Staten Island Railway, l'Union Pacific Railroad, et plus tard en Virginie-Occidentale, où il bâtit le remarquable Virginian Railway pour transporter le charbon vers Hampton Roads, Virginie.
Les activités de Henry Flagler en dehors de la Standard Oil étaient variées, jusqu'au jour où, sur les conseils de son médecin, il partit en voyage à Jacksonville, Floride, en 1878, avec sa femme Mary qui était gravement malade. Elle mourut en 1881. Flager épousa une des soignantes de sa femme, et partit en voyage de noces à Saint Augustine, Floride. Il trouva la ville charmante, mais l'hôtellerie et les transports n'étaient pas appropriés. Il reconnut le potentiel touristique de la Floride. Bien qu'il resta au conseil d'administration de la Standard Oil, il cessa d'y travailler pour se consacrer à la Floride. Dès 1883, il acheta plusieurs hôtels à St. Augustine.
Quand Flagler retourna en Floride en 1885, il commença à construire un grand hôtel à St Augustine, le Ponce de León Hotel. Flagler réalisa que la clé du développement de la Floride passait par un solide réseau de transport. Il acheta rapidement le Jacksonville, St. Augustine and Halifax Railroad en 1885 qui desservait la côte nord-est de la Floride entre Jacksonville et St. Augustine. Il convertit la ligne à l'écartement standard en 1890, afin de faciliter l'interconnexion des différents chemins de fer. Flagler revitalisa l'ancienne cité historique de St. Augustine en construisant une gare moderne, mais aussi des écoles, des hôpitaux et des églises.
Flagler acheta ensuite trois autres chemins de fer : le St. John’s Railway (créé en 1858, il était le plus ancien prédécesseur du FEC), dont la voie étroite (actuellement abandonnée) reliait St. Augustine à Tocoi (situé entre Palatka et Green Cove Springs) ; le St. Augustine and Palatka Railway ; et le St. Johns and Halifax River Railway. Au printemps 1889, l'exploitation de ces trois compagnies permirent au réseau de Flagler de relier Jacksonville à Daytona Beach. Il continua à développer l'hôtellerie, comme l'achat et l'agrandissement de l'hôtel Ormond au nord de Daytona Beach, afin d'inciter les touristes nordiques à visiter la Floride.
Au début de 1892, des propriétaires fonciers du sud de Daytona Beach demandèrent à Flagler de prolonger son réseau de 128 km. Au lieu de continuer à acheter des anciennes compagnies, Flagler reçu l'autorisation de construire une ligne le long de l'Indian River jusqu'à Miami. Au fur et à mesure de sa progression vers le sud, des villes comme New Smyrna Beach et Titusville commencèrent à se développer le long des voies.
En 1894, la ligne arrivait à Palm Beach (actuellement West Palm Beach), où Flager bâtit le Royal Poinciana Hotel face au Lake Worth Lagoon. Il fit construire également The Breakers Hotel sur la côte atlantique de Palm Beach, ainsi que sa résidence d'hiver (55 pièces sur 5 600 m2). Palm Beach devint un lieu de villégiature hivernal pour les riches américains. Au cours des années 1894 et 1895, des gelées sévères touchèrent tout le centre de la Floride, épargnant Miami. Pour inciter Flagler à venir jusqu'à Miami, Julia Tuttle et la famille Brickell, deux gros propriétaires fonciers, lui envoyèrent des oranges pour lui prouver que la région n'était pas affectée par le froid. Pour achever de le convaincre, ils offrirent des terres à la Florida East Coast Canal and Transportation Company et à la Boston and Florida Atlantic Coast Land Company, en échange de l'arrivée du chemin de fer.
Le 7 septembre 1895, le Jacksonville, St. Augustine and Indian River Railway Company prit le nom de Florida East Coast Railway Company (FEC). Le 3 mars 1896, il arriva à Fort Lauderdale. En avril de la même année, il atteignit la baie de Biscayne et son petit village de pêcheurs de moins de 50 habitants, appelé Miami par les indiens. Pour développer les environs de la gare, Flagler dragua un canal, construisit des routes, apporta l'eau courante et l'électricité, et finança le premier journal, the Metropolis.

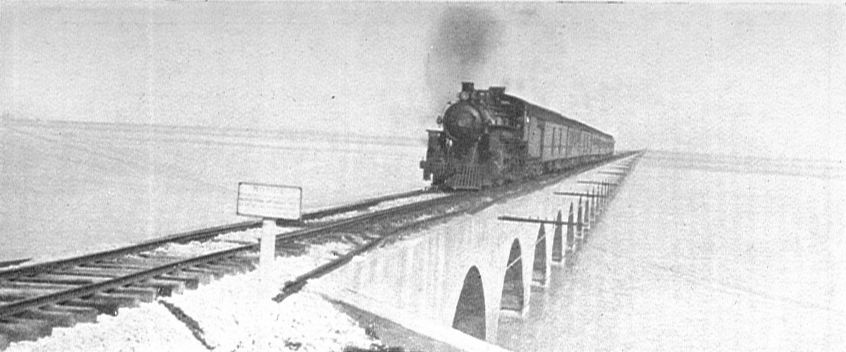
Un des ponts de l‘Overseas Railroad vers Key West, en 1928.

En 1905, après l'annonce des États-Unis de percer le canal de Panama, Flagler lança ce que tout le monde considérait comme une folie : l'extension du FEC d'île en île jusqu'à Key West. Cette île serait le port américain en eau profonde le plus proche du canal de Panama, et permettrait une activité commerciale importante avec l'ouest, tout en assurant une concurrence avec Cuba et l'Amérique latine. Il fallut développer de nombreuses innovations techniques, et le chantier employa jusqu'à 4 000 hommes. Durant les sept années de construction, cinq ouragans menacèrent d'interrompre le projet. Finalement le premier train arriva à Key West le 22 janvier 1912. Cette extension appelée plus tard The Overseas Railroad, fut considérée comme la huitième merveille du monde et sûrement l'infrastructure la plus audacieuse jamais construite par des capitaux privés.
Flagler se blessa en tombant dans les escaliers de sa maison de Whitehall à West Palm Beach et mourut des suites de ses blessures le 20 mai 1913 à l'âge de 84 ans.

### Le FEC auXXesiècle
Le Krach boursier de 1929 fut particulièrement cruel pour le FEC. Le chemin de fer passa en redressement judiciaire en septembre 1931, 18 ans après la mort de Flagler. Un service d'autocar commença à se substituer aux embranchements à partir de 1932. Quant à l'Overseas Railroad, il fut détruit par un ouragan en 1935 ; l'État de la Floride le racheta et réutilisa une bonne partie de l'infrastructure pour construite l'Overseas Highway, longue de 205 km et qui fut ouverte à la circulation le 29 mars 1938.
Malgré toutes ces difficultés, les streamliners à destination de Miami furent maintenus de 1939 à 1968 ; il y avait des trains célèbre comme The Champion et The Florida Special exploité conjointement avec l'Atlantic Coast Line Railroad. L'embargo cubain s'ajouta aux malheurs du FEC qui perdit une part significative de ses revenus.

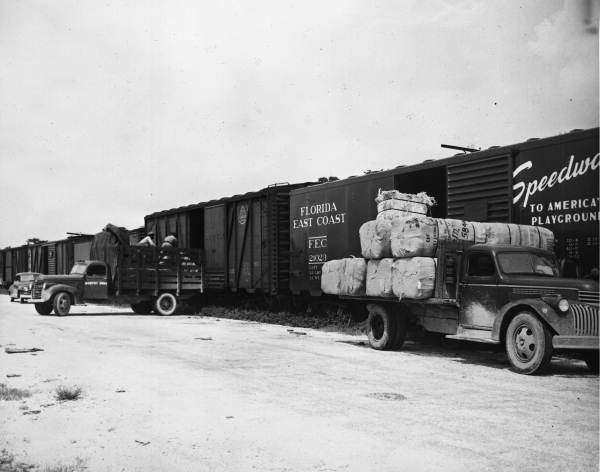
Chargement de produits agricoles dans des wagons réfrigérés du Florida East Coast Railway, durant les 1950.

Edward Ball qui gérait l'immense fonds testamentaire qui lui avait laissé son beau-père Alfred Irénée du Pont (descendant de Éleuthère Irénée du Pont de Nemours fondateur de la société DuPont de Nemours), profita de la banqueroute du FEC pour le racheter en 1961. Edward Ball, à la tête de l'empire DuPont, contrôlait des banques, des terres et des industries, et avait de ce fait un pouvoir politique officieux. Ce Pork Chop Gang influença la Floride des années 1930 à 1960. Cependant, Ed Ball dut lutter farouchement pour sauver le FEC de la banqueroute notamment pendant le grève de 1963 à 1977. À la suite de l'échec de négociations sur les contrats de travail, les syndicats grévistes stoppèrent le travail à partir du 23 janvier 1963 ; et les lignes non opérationnelles furent exploitées par les syndicats non grévistes. Le recours à des travailleurs remplaçants pour maintenir l'activité du FEC déclencha une vague de violence de la part des grévistes qui allèrent jusqu'à utiliser des armes à feu et des bombes. Finalement, l'intervention fédérale aida à réprimer la violence, et la Cour suprême autorisa le chemin de fer à employer des travailleurs remplaçants.
Comme la grève continuait, le FEC prit de nombreuses mesures pour améliorer ses installations, pour automatiser, et pour réduire radicalement les coûts de la main-d'œuvre. Il prit dans ce domaine de nombreuses années d'avance sur les autres chemins de fer.
Alors que les trains de marchandises étaient assurés par des équipages non syndiqués, ceux de voyageurs ne furent rétablis que le 2 août 1965 après que la ville de Miami eut engagé un procès. Entretemps, la gare de voyageur du centre-ville de Miami fut démolie le 12 novembre 1963. Ainsi les trains de voyageurs ne circulèrent plus qu'entre Jacksonville et la gare de North Miami. Les rames, constituées d'une locomotive diesel et de 2 voitures streamliners, circulaient 6 jours sur 7, jusqu'à leurs arrêt définitif le 31 juillet 1968.
Ed Ball mourut en 1981. En 1984, le FEC qui était encore un chemin de fer de classe 1, créa sa holding de tête baptisée Florida East Coast Industries.

## Le FEC de nos jours

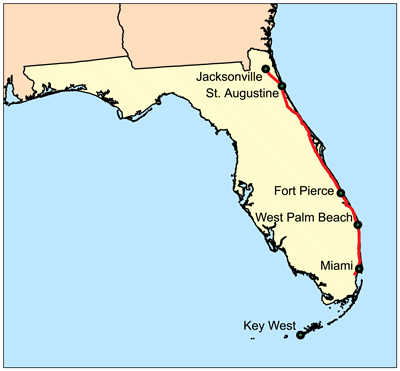
Réseau du FEC

Le bâtiment abritant le quartier général du Florida East Coast Railway à St. Augustine fut vendu en 2006 au Flagler College. Le nouveau QG s'installa à Jacksonville. Ses trains continuent à circuler pratiquement sur la même ligne que celle développée par Flagler. Le Moultrie Cutoff fut construit en 1925 pour raccourcir les distances au sud de ST. Augustine. De nos jours la compagnie n'exploite que des trains de marchandises. Cependant, il se pourrait que l'extrémité sud de la ligne du FEC soit utilisée par un train de banlieue en complément de la ligne du Tri-Rail. D'autre part, l'Amtrak pourrait être autorisé à circuler sur la ligne du FEC pour permettre une liaison plus directe entre Jacksonville et Miami. Le FEC achemine le fameux Juice Train vers l'usine Tropicana située dans le sud du pays.
Le 8 mai 2007, la Florida East Coast Industries (FECI), société mère de FEC, annonça qu'elle serait prochainement rachetée par le fonds de gestion Fortress Investment Group (propriétaire de RailAmerica) pour un montant évalué à 3,5 billions de dollars. Le 2 juillet 2008, l'équipe dirigeante commune au FEC et à RailAmerica prit place dans le nouveau QG de Jacksonville.
En mars 2017, Grupo México annonce l'acquisition du Florida East Coast Railway pour 2,1 milliards de dollars.

## L'arbre généalogique du FEC
Le Jacksonville, St. Augustine and Halifax River Railroad créé en mars 1879, fut renommé Jacksonville, St. Augustine and Halifax River Railway le 28 février 1881. Le Florida Coast and Gulf Railway créé le 28 mai 1892, fut renommé Jacksonville, St. Augustine and Indian River Railroad le 6 octobre 1892. Le 31 octobre 1892, il fusionna le Jacksonville, St. Augustine and Halifax River Railway, puis en 1893, il fusionna le St. Augustine and Palatka Railway (créé le 1er septembre 1885). Enfin il fut rebaptisé Florida East Coast Railway le 7 septembre 1895.